# آنته استرویبرگ
آنته استرویبرگ (دانمارکی: Annette Stroyberg؛ ‏ ۷ دسامبر ۱۹۳۶ – ۱۲ دسامبر ۲۰۰۵) بازیگر اهل دانمارک بود. وی بین سال‌های ۱۹۵۹ تا ۱۹۶۵ میلادی فعالیت می‌کرد.
از فیلم‌ها یا برنامه‌های تلویزیونی که وی در آن نقش داشته‌است، می‌توان به وصیت‌نامه اورفه و سبقت اشاره کرد.